# Pöbeltalbahn
| |                     |                                          |                                          |
| Streckennummer (DB): | sä. SMo             |                                          |                                          |
| Streckenlänge: | 17,29 km            |                                          |                                          |
| Spurweite: | 750 mm (Schmalspur) |                                          |                                          |
| Maximale Neigung: | 33 ‰                |                                          |                                          |
| Minimaler Radius: | 80 m                |                                          |                                          |
| |                     |                                          |                                          |
| \| \| \| von Kipsdorf \| \| \| \| 0,00 \| Schmiedeberg (Bz Dresden) \| 445 m \| \| \| \| nach Hainsberg \| \| \| \| 1,25 \| Niederpöbel \| 469 m \| \| \| 3,63 \| Wahlsmühle \| 531 m \| \| \| 5,40 \| Bärenfels \| 587 m \| \| \| 7,34 \| Schellerhau \| 637 m \| \| \| 7,45 \| Pöbeltalbrücke (120 m) \| Pöbeltalbrücke (120 m) \| \| \| 8,70 \| Schönfeld \| 651 m \| \| \| 10,47 \| Weißeritztalbrücke (181 m) \| Weißeritztalbrücke (181 m) \| \| \| 11,22 \| Seyde \| 664 m \| \| \| \| (Anschluss an Bahnstrecke Nossen–Moldau) \| \| \| \| 14,58 \| Hermsdorf-Rehefeld \| 747 m \| \| \| \| Dreischienengleis 750/1435 mm \| \| \| \| \| oder parallele Strecke zur Normalspur \| \| \| \| \| Staatsgrenze Deutschland/Tschechien \| \| \| \| 17,29 \| Moldau (heute Moldava v Kr.h.) \| 782 m \| \| \| \| (Anschluss an Bahnstrecke Prag–Moldau) \| \| |                     |                                          |                                          |
| Strecke |                     | von Kipsdorf                             | von Kipsdorf                             |
| Bahnhof | 0,00                | Schmiedeberg (Bz Dresden)                | 445 m                                    |
| Abzweig ehemals geradeaus und nach rechts |                     | nach Hainsberg                           | nach Hainsberg                           |
| Bahnhof (Strecke außer Betrieb) | 1,25                | Niederpöbel                              | 469 m                                    |
| Haltepunkt / Haltestelle (Strecke außer Betrieb) | 3,63                | Wahlsmühle                               | 531 m                                    |
| Bahnhof (Strecke außer Betrieb) | 5,40                | Bärenfels                                | 587 m                                    |
| Haltepunkt / Haltestelle (Strecke außer Betrieb) | 7,34                | Schellerhau                              | 637 m                                    |
| Brücke (Strecke außer Betrieb) | 7,45                | Pöbeltalbrücke (120 m)                   | Pöbeltalbrücke (120 m)                   |
| Bahnhof (Strecke außer Betrieb) | 8,70                | Schönfeld                                | 651 m                                    |
| Brücke (Strecke außer Betrieb) | 10,47               | Weißeritztalbrücke (181 m)               | Weißeritztalbrücke (181 m)               |
| Bahnhof (Strecke außer Betrieb) | 11,22               | Seyde                                    | 664 m                                    |
| Abzweig geradeaus und von rechts (Strecke außer Betrieb) |                     | (Anschluss an Bahnstrecke Nossen–Moldau) | (Anschluss an Bahnstrecke Nossen–Moldau) |
| Bahnhof (Strecke außer Betrieb) | 14,58               | Hermsdorf-Rehefeld                       | 747 m                                    |
| Strecke (außer Betrieb) |                     | Dreischienengleis 750/1435 mm            | Dreischienengleis 750/1435 mm            |
| Strecke (außer Betrieb) |                     | oder parallele Strecke zur Normalspur    | oder parallele Strecke zur Normalspur    |
| Grenze (Strecke außer Betrieb) |                     | Staatsgrenze Deutschland/Tschechien      | Staatsgrenze Deutschland/Tschechien      |
| Kopfbahnhof Strecke bis hier außer Betrieb | 17,29               | Moldau (heute Moldava v Kr.h.)           | 782 m                                    |
| Strecke |                     | (Anschluss an Bahnstrecke Prag–Moldau)   | (Anschluss an Bahnstrecke Prag–Moldau)   |

Die Pöbeltalbahn war ein Projekt für eine Schmalspurbahn mit einer Spurweite von 750 mm im Osterzgebirge. Sie sollte in Schmiedeberg von der Weißeritztalbahn abzweigen und durch das Pöbeltal zum Bahnhof Hermsdorf-Rehefeld der Bahnstrecke Nossen–Moldau führen. Als Endpunkt war der heutige Bahnhof Moldava v Krušných horách vorgesehen.

## Geschichte
Die erste Petition für eine Eisenbahn durch das Pöbeltal von Schmiedeberg nach Moldau stammte von 1881, als sich die Amtshauptmannschaft Dippoldiswalde um eine Verlängerung der im Bau befindlichen Schmalspurbahn Hainsberg–Kipsdorf (Weißeritztalbahn) bemühte. Zu diesem Zeitpunkt rechnete der sächsische Staat allerdings noch mit einer Verlängerung der Schmalspurbahn von Kipsdorf nach Altenberg und von dort weiter nach Moldau, so dass die Forderungen abgelehnt wurden.
Auf Anforderung der Interessenten erstellte der Bauingenieur Karl Pöge 1893 ein detailliertes Streckenprojekt, das fortan allen weiteren Anfragen beigegeben wurde. Die Betriebsdirektion Dresden-Altstadt ermittelte schließlich den Bedarf für solch eine Verbindung. Im unmittelbaren Einzugsgebiet der projektierten Strecke lebten seinerzeit etwa 3000 Einwohner, von denen die meisten Bauern und Waldarbeiter waren. Man ging davon aus, dass diese die Eisenbahn nur wenig benutzen würden. Die örtlichen Betriebe waren gering entwickelt und hatten nur unbedeutende Handelsbeziehungen. Einen durchgehenden Verkehr von Böhmen nach Dresden lehnte die Betriebsdirektion ab, da die Frachten in den Spurwechselbahnhöfen Moldau und Hainsberg hätten umgeladen werden müssen. Die Baukosten bezifferte man mit 2.200.000 Mark deutlich höher, als die Befürworter in ihren Petitionen ausgewiesen hatten.

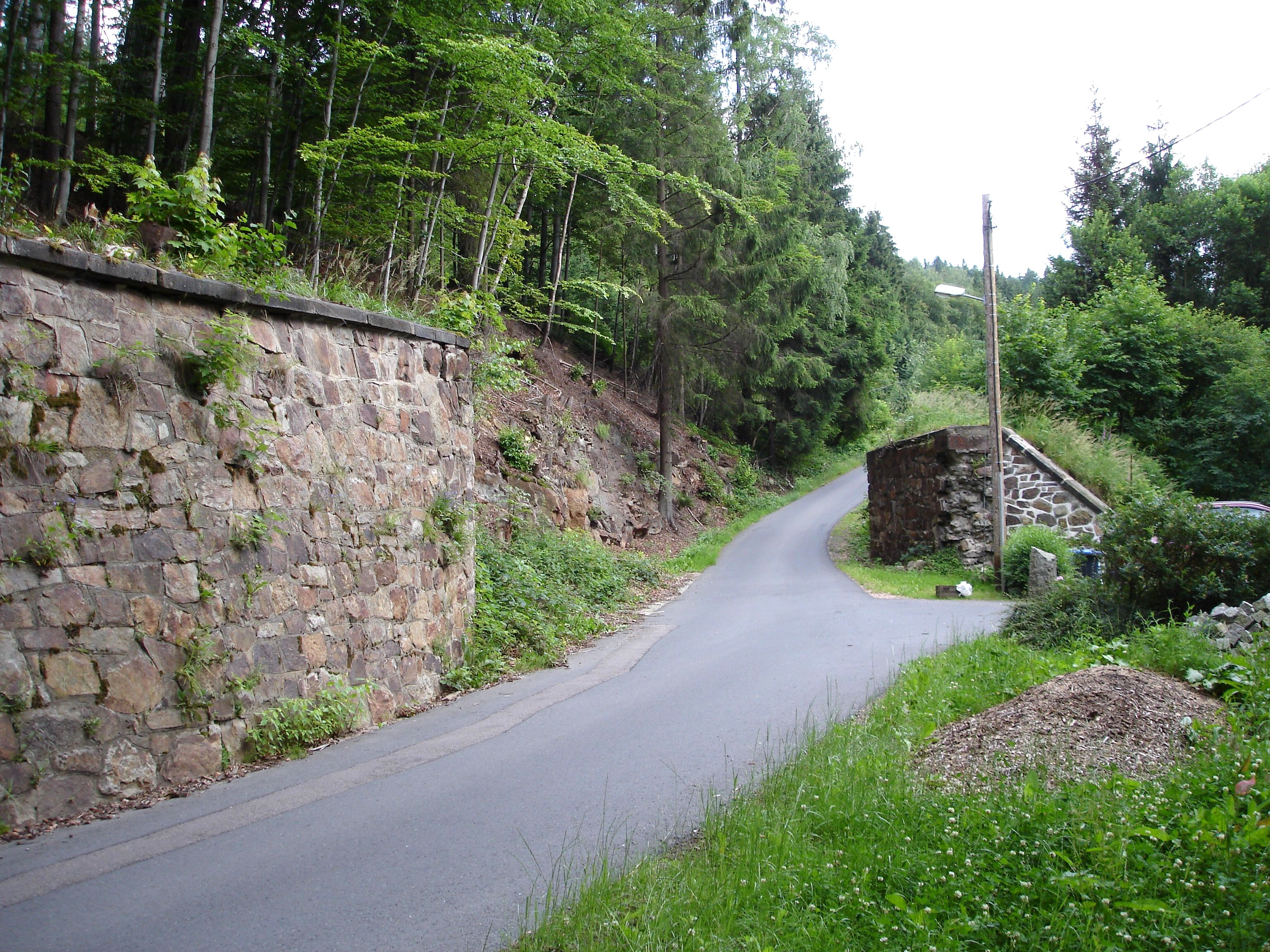
Erhaltene Brückenwiderlager am km 1,809 (2007)

Bewegung kam in das Projekt, als nach 1900 die Importe böhmischer Kohle nach Sachsen einen enormen Aufschwung nahmen. Im Jahr 1908 wurden in Schmiedeberg 15.000 Tonnen böhmischer Braunkohle auf die Bahn umgeschlagen, die mittels Pferdefuhrwerken vom Bahnhof Moldau geliefert wurden. Im Zusammenhang mit dem geplanten Bau mehrerer Talsperren für den Hochwasserschutz im Osterzgebirge erklärte die sächsische Regierung die Bahn Schmiedeberg–Moldau schließlich 1912 für bauwürdig. Im Frühjahr 1912 genehmigten die beiden Kammern des Landtages den Bau einer Industriebahn für den Baustofftransport von Schmiedeberg nach Bärenfels, wo ein Rückhaltebecken entstehen sollte.
Die Planung für den Bau der Strecke übernahm das Neubauamt Schmiedeberg, das für die Neutrassierung der Weißeritztalbahn zwischen Obercarsdorf und Buschmühle eingerichtet worden war. Letztlich verhinderte der Ausbruch des Ersten Weltkrieges im Juli 1914 eine schnelle Umsetzung der Vorhaben, der Bau des Rückhaltebeckens im Pöbeltal wurde sogar ganz zurückgestellt. Erst die hohe Arbeitslosigkeit nach dem Krieg bewirkte den Beginn der Arbeiten als Notstandsarbeit.

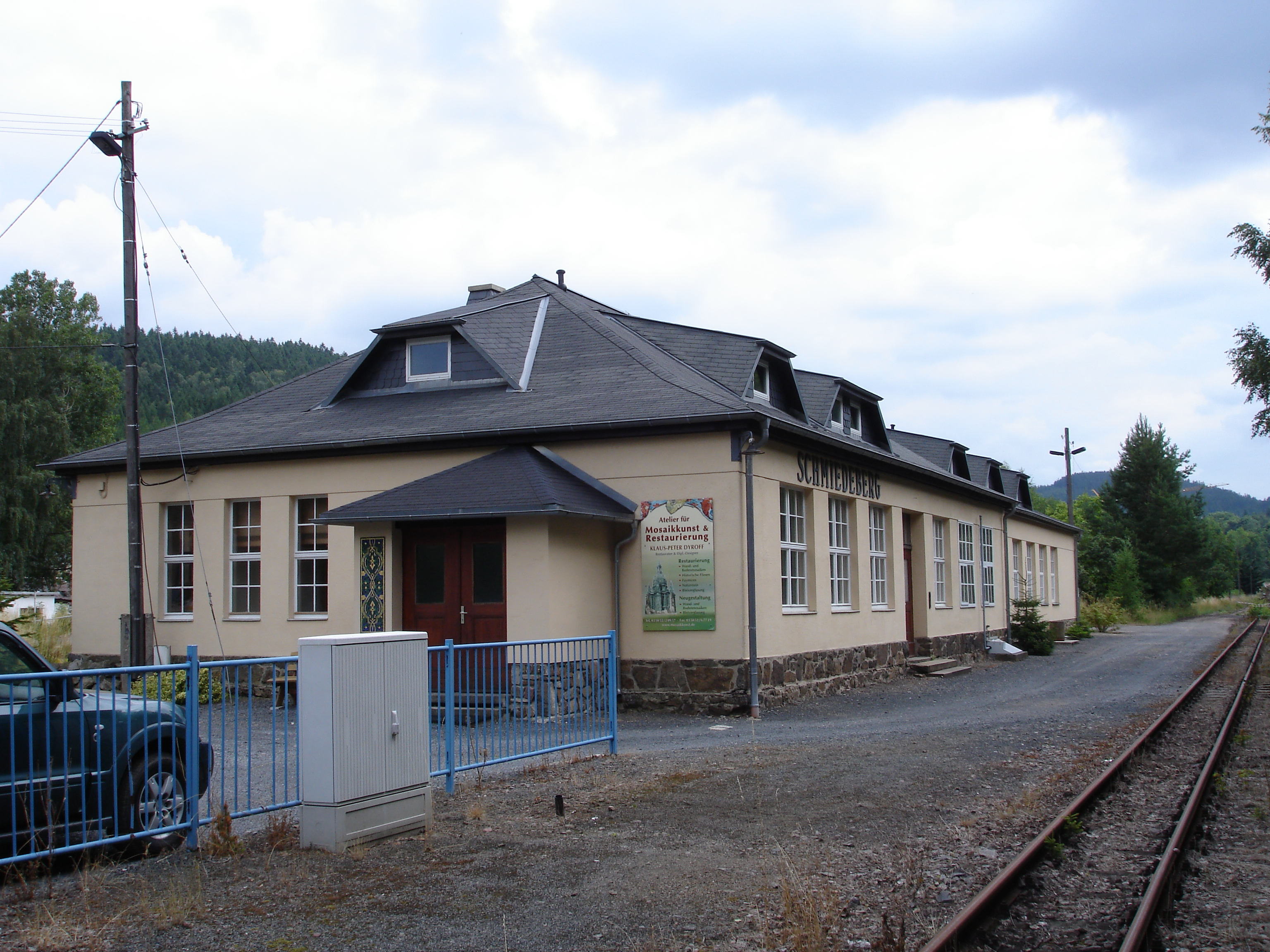
Torso des geplanten Empfangsgebäudes im Bahnhof Schmiedeberg (2008)

Im März 1921 begann die Firma Mros mit den Tiefbauarbeiten an der Trasse. Wegen Streitigkeiten mit einem Grundstücksbesitzer konnte zwischen Kilometer 2,77 bis 3,40 kein Planum errichtet werden, die restliche Trasse bis zum Kilometer 4,11 wurde bis auf den fehlenden Oberbau bis zur Beendigung der Arbeiten am 14. November 1923 fertiggestellt. Für die Brücken waren überzählige Überbauten der Weißeritztalbahn vorgesehen, die durch die dortige Streckenverlegungen frei wurden. Tatsächlich montiert waren jedoch nur die Überbauten der Brücken an den Streckenkilometern 0,597 und 4,049.
Den neuen Bahnhof Schmiedeberg an der Neubautrasse Obercarsdorf–Buschmühle der Weißeritztalbahn nahm man am 1. Dezember 1924 in Betrieb. Die für die Pöbeltalbahn nötigen Anlagen waren zu diesem Zeitpunkt nur teilweise hergestellt worden. Fertiggestellt waren die beiden Bahnsteiggleise, Teile des Bahnsteigtunnels, die Wasserstation sowie das Fundament des geplanten Heizhauses einschließlich der Untersuchungsgruben. Vom Empfangsgebäude war zunächst nur der Anbau mit Warteraum und Fahrkartenausgabe ausgeführt worden.
Als eine Fortsetzung der Arbeiten nicht mehr absehbar war, löste die nunmehrige Deutsche Reichsbahn das Neubauamt Schmiedeberg am 31. März 1925 auf. Zu diesem Zeitpunkt waren 300.000 Mark an Baukosten verbraucht, für das gesamte Projekt waren 3.300.000 Mark veranschlagt gewesen. Der fertiggestellte Streckenabschnitt verblieb als beschotterter Unterbau im Eigentum der Deutschen Reichsbahn. Am 1. Januar 1960 wurden die Flurstücke mit einer Gesamtfläche von 13,8 ha an die Gemeinden rückübertragen.

## Relikte
Vereinzelt sind noch Teile der Trasse im Gelände auszumachen. Von Schmiedeberg bis Niederpöbel existiert bis heute der fertiggestellte Bahndamm, und auch die Anlagen des Bahnhofes Niederpöbel sind deutlich als solche erkennbar. Nach einer Unterbrechung existiert ein weiterer stark zugewachsener trassierter Abschnitt beim projektierten Haltepunkt Wahlsmühle.